# Qualificazioni al campionato europeo femminile di calcio 2013 - Fase a gironi, gruppo 5
Le qualificazioni al campionato europeo femminile di calcio 2013 vennero giocate, nel gruppo 5, da cinque nazionali: Bielorussia, Estonia, Finlandia, Slovacchia e Ucraina. Le cinque squadre si affrontarono in un girone all'italiana con partite di andata e ritorno, per un totale di otto partite. La squadra prima classificata si qualificava direttamente alla fase finale del torneo, mentre la seconda classificata si qualifica direttamente alla fase finale solo se era la migliore seconda dei sette gruppi di qualificazione, altrimenti accedeva ai play-off qualificazione.

## Classifica finale
| Pos | Squadra     | Pt | G | V | N | P | GF | GS | DR  |
| --- | ----------- | -- | - | - | - | - | -- | -- | --- |
| 1.  | Finlandia   | 19 | 8 | 6 | 1 | 1 | 22 | 4  | +18 |
| 2.  | Ucraina     | 16 | 8 | 5 | 1 | 2 | 18 | 4  | +14 |
| 3.  | Bielorussia | 13 | 8 | 4 | 1 | 3 | 10 | 17 | -7  |
| 4.  | Slovacchia  | 10 | 8 | 3 | 1 | 4 | 8  | 7  | +1  |
| 5.  | Estonia     | 0  | 8 | 0 | 0 | 8 | 5  | 31 | -26 |

## Risultati
| Arbitro: | Floarea Ionescu |

|                                 |           |            |
| Novikova 31’ Aniskovtseva 45+1’ | Marcatori | 71’ Emajõe |

| Arbitro: | Aneliya Sinabova |

|           |           |                                    |
| Aarna 90’ | Marcatori | 2’, 21’ Djatel 9’, 19’ Apanaščenko |

| Černihiv 22 ottobre 2011, ore 15:00 | Ucraina      | 0 – 0 referto | Slovacchia | Stadio Jurij Gagarin (3 200 spett.)\| Arbitro: \| Dilan Gökçek \| |
| Arbitro:                            | Dilan Gökçek |               |            |                                                                   |

| Arbitro: | Morag Pirie |

|                                                    |           |  |
| Sällström 33’, 62’, 71’ Saari 48’, 87’ Sjölund 55’ | Marcatori |  |

| Arbitro: | Amy Rayner |

|                                   |           |        |
| Klechová 18’, 45’ Škorvánková 27’ | Marcatori | 4’ Loo |

| Arbitro: | Rhona Daly |

|                      |           |                    |
| Avkhimovich 42’, 51’ | Marcatori | 15’, 50’ Sällström |

| Arbitro: | Tanja Schett |

|                                          |           |  |
| Bojdová 52’ Klechová 71’ Bartovičová 89’ | Marcatori |  |

| Arbitro: | Amy Rayner |

|  |           |                 |
|  | Marcatori | 5’ Aniskovtseva |

| Arbitro: | Gyöngyi Gaál |

|  |           |                       |
|  | Marcatori | 90+2’ (aut.) Kolenová |

| Arbitro: | Mihaela Gurdon Basimamović |

|                           |           |  |
| Alanen 24’ Tolvanen 90+1’ | Marcatori |  |

| Arbitro: | Carina Vitulano |

|                                               |           |  |
| Apanaščenko 18’, 28’, 70’ Pekur 30’ Čorna 33’ | Marcatori |  |

| Arbitro: | Esther Azzopardi |

|                      |           |                                    |
| Aarna 49’ Õunpuu 59’ | Marcatori | 46’, 63’ Shramok 72’, 87’ Buzunova |

| Arbitro: | Bibiana Steinhaus |

|                |           |                  |
| Chodyrjeva 69’ | Marcatori | 35’, 85’ Talonen |

| Arbitro: | Esther Staubli |

|                                                  |           |  |
| Kukkonen 23’ Talonen 48’ Puranen 58’ Sjölund 61’ | Marcatori |  |

| Arbitro: | Efthalia Mitsi |

|  |           |                          |
|  | Marcatori | 16’ Djatel 57’ Romanenko |

| Arbitro: | Donka Jeleva-Terzieva |

|  |           |                             |
|  | Marcatori | 24’ Hmírová 47’ Škorvánková |

| Arbitro: | Lilach Asulin |

|  |           |                                                   |
|  | Marcatori | 7’ Puranen 13’, 61’, 77’ Talonen 21’ (rig.) Saari |

| Arbitro: | Pernilla Larsson |

|  |           |                                                                      |
|  | Marcatori | 28’, 32’ Apanaščenko 57’ Djatel 65’ Vorontsova 81’ (rig.) Chodyrjeva |

| Arbitro: | Sandra Braz Bastos |

|           |           |  |
| Shpak 54’ | Marcatori |  |

| Arbitro: | Cristina Dorcioman |

|  |           |           |
|  | Marcatori | 71’ Pekur |

## Statistiche

### Classifica marcatrici
7 reti
- Daryna Apanaščenko

6 reti
- Sanna Talonen

5 reti
- Linda Sällström

4 reti
- Vira Djatel

3 reti
- Maija Saari (1 rig.)
- Veronika Klechová

2 reti
- Olga Aniskovtseva
- Ekaterina Avkhimovich
- Maria Buzunova
- Tatyana Shramok

- Signy Aarna
- Leena Puranen
- Annica Sjölund
- Dominika Škorvánková

- Olena Chodyrjeva (1 rig.)
- Ljudmyla Pekur

1 rete
- Olga Novikova
- Oksana Shpak
- Liis Emajõe
- Katrin Loo
- Kethy Õunpuu

- Emmi Alanen
- Annika Kukkonen
- Marianna Tolvanen
- Diana Bartovičová
- Ivana Bojdová

- Patrícia Hmírová
- Tetjana Čorna
- Tetjana Romanenko
- Daryna Vorontsova

1 autorete
- Eva Kolenová (playing against Finland)